# Ateneïta
L'ateneïta, de vegades també atheneïta, és un rar mineral de pal·ladi, mercuri i arsènic. El seu nom fa referència a la deessa Atena, també anomenada Pal·les, d'on prengué el nom l'asteroide Pal·les, el qual donà nom a l'element químic pal·ladi, característic d'aquest mineral. L'atheneïta fou descrita per primera vegada per A.M. Clark, A.J. Criddle i E.E. Fejer el 1974 a partir d'una mostra obtinguda de la Mines Gerais, a Itariba (Brasil).

## Característiques
Químicament és un arsenur de pal·ladi i mercuri de fórmula (Pd,Hg)₃As, de color blanc. La seva composició és paral·lela a la de l'arsenopal·ladinita (Pd8(As,Sb)3), la isomertieita (Pd11Sb2As2) i la meritieita-II (Pd8(Sb,As)3). La seva densitat és de 10.16-10,2 g/cm³, i cristal·litza en el sistema hexagonal. Té una forma cristal·lina bipiramidal dihexagonal. L'estructura atòmica de l'atheneïta és molt similar a la dels carbonis hexagonals que componen el grafit.
Segons la classificació de Nickel-Strunz, l'atheneïta pertany a «02.AC: Aliatges de metal·loides amb PGE» juntament amb els següents minerals: vincentita, arsenopal·ladinita, mertieïta-II, stillwaterita, isomertieïta, mertieïta-I, miessiïta, palarstanur, estibiopal·ladinita, menshikovita, majakita, pal·ladoarsenur, pal·ladobismutarsenur, pal·ladodimita, rodarsenur, naldrettita, polkanovita, genkinita, ungavaïta, polarita, borishanskiïta, froodita i iridarsenita.

## Formació i jaciments
Està associada a depòsits de pal·ladi i or. Apareix juntament amb arsenopal·ladinita, pal·ladseita, isomertieita i hematites. Se n'ha trobat atheneïta a Serra Pelada, al nord del Brasil. També a la regió nord de Pará, Brasil, a la regió nord de Rússia, a la província de Limpopo, Sud-àfrica, i a Karratha, Austràlia. Sol trobar-se associada a altres minerals com: arsenopal·ladinita, palladseita, isomertieita i hematites.